# بانک ایرلند

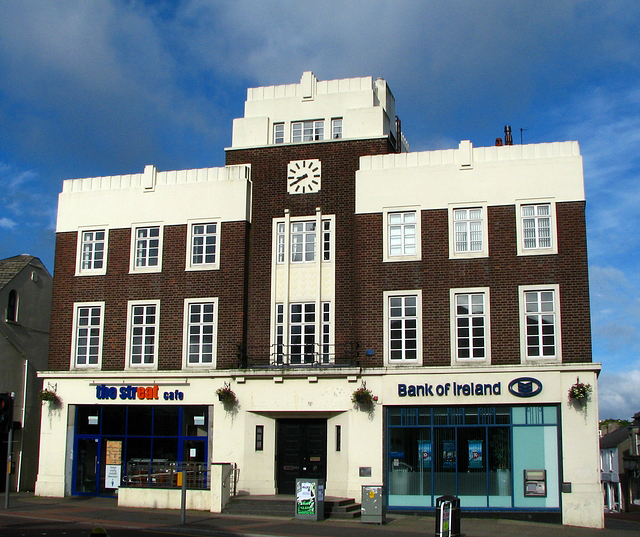
شعبه‌ای از بانک ایرلند، در ایرلند شمالی

بانک ایرلند (به انگلیسی: Bank of Ireland) بانک تجاری ایرلندی است، که به‌عنوان بزرگترین بانک مستقر در جمهوری ایرلند شناخته می‌شود.
بانک ایرلند در تاریخ ۲۵ ژوئن ۱۷۸۳ به دستور پارلمان ایرلند، به‌عنوان بانک مرکزی ایرلند و در شهر دوبلین تأسیس شد. این بانک امروزه دارای عملیات در کشورهای استرالیا، آلمان، فرانسه، بریتانیا، ایالات متحده آمریکا و ایرلند شمالی می‌باشد.
شعبه مرکزی بانک ایرلند در شهر دوبلین، ایرلند قرار دارد و بخشی از سهام آن (LSE: BKIR، IRE) در بازارهای بورس نیویورک، بورس لندن و بورس ایرلند معامله می‌شود.